# 海牙
海牙（荷蘭語：Den Haag，發音：[dɛn ˈɦaːx] ⓘ），當地人又稱之為斯赫拉芬哈赫（荷蘭語：‘s-Gravenhage，發音：[ˌsxraːvə(n)ˈɦaːɣə] ⓘ:121-122,註23,24），是荷蘭南荷蘭省的省會，擁有人口52.6萬（2017年），也是繼阿姆斯特丹和鹿特丹之後的荷蘭第三大城。海牙連其周邊的其他八個市鎮形成大海牙地區（Haaglanden），是鹿特丹–海牙都會區和蘭斯台德（Randstad）城市群的一部份。海牙市徽是鸛鳥徽。
海牙是荷蘭唯一一個鄰海的大城市，擁有十一公里長的海岸線，及兩個海灘度假勝地：斯海弗宁恩和凯克德因（Kijkduin）。也因為位臨北海帶來便利的交通，海牙自十九世紀以來便是國際觀光勝地。
儘管海牙不是荷蘭的首都，但它是荷蘭的政治中心，中央政府、議會與外國使館皆坐落於海牙，荷蘭王室也居住于此。此外，海牙也是國際法院和國際刑事法院等多个国际组织的所在地。

## 歷史

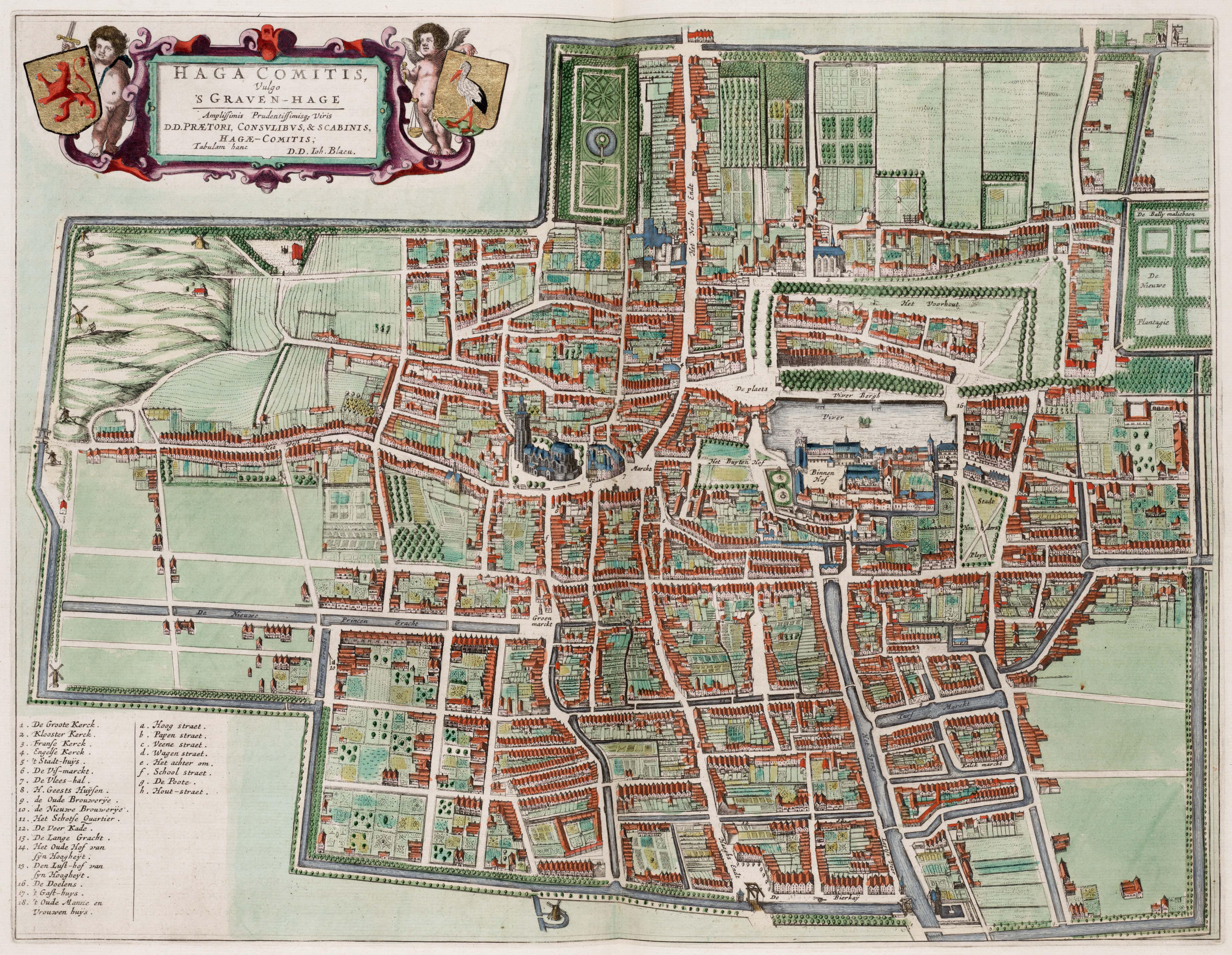
1649年的海牙地圖 （休昂·布勞繪製，范隆輿圖）

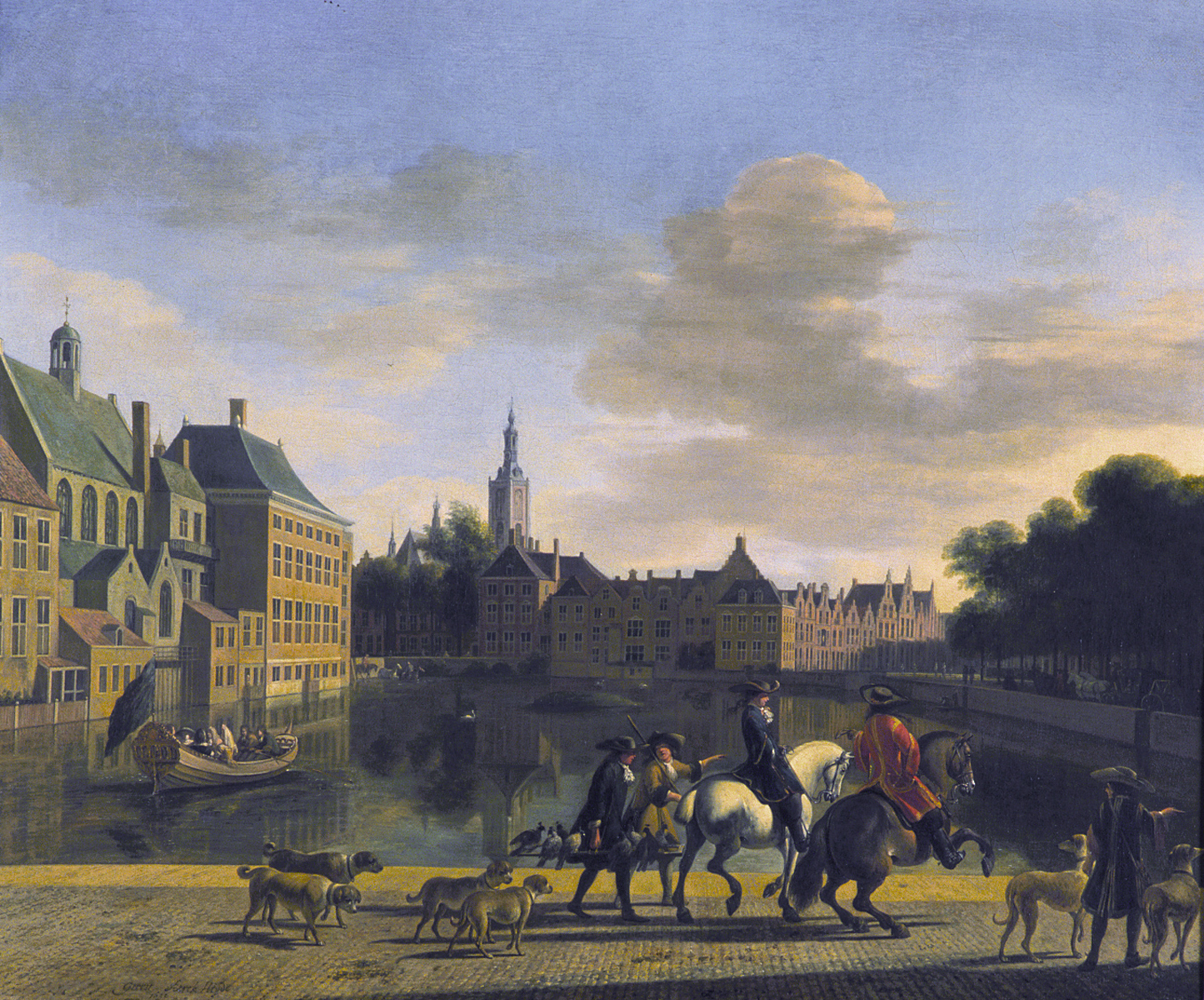
《從短费弗贝赫街所見的霍费弗湖》（De Hofvijver gezien vanaf de Korte Vijverberg），赫里特·贝克海德，1692繪

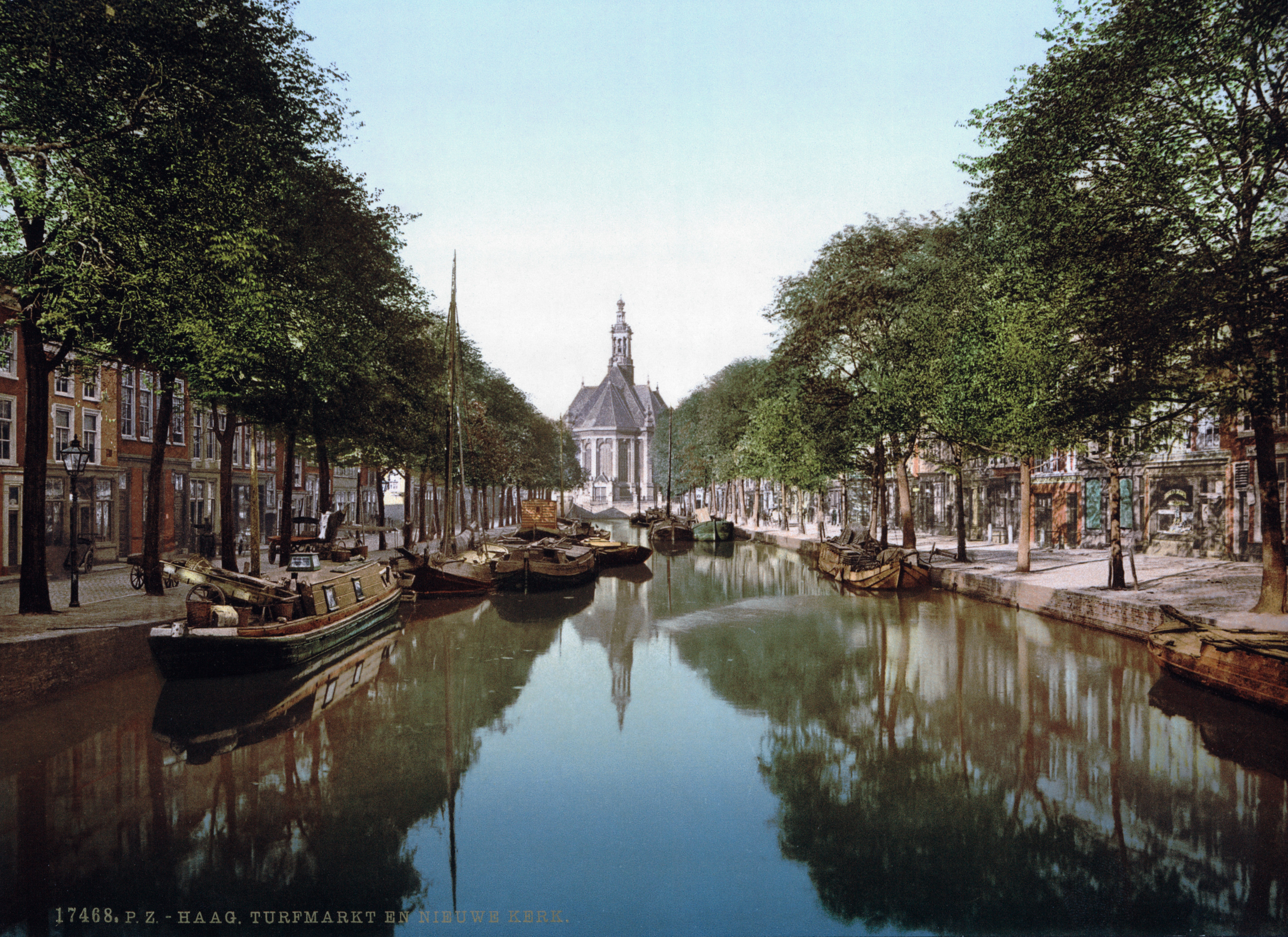
1900年左右的德夫市場與新教堂

早在被取名為海牙之前，海牙市中心地區就存在人類生活。1912年於波登街（Lange Poten）興建「中央旅館」時，挖掘到了一個公元前三千年 弗拉爾丁恩文化（Vlaardingencultuur）的燧石手斧，是海牙市中心地區所發現最早的考古遺跡。
公元二世紀，在海牙南面（今海牙魯斯道嫩歐肯堡地區）的沙丘上形成了一個古羅馬聚落维库斯·范奥肯堡（Vicus van Ockenburgh），其中以古羅馬式堡壘為代表建築。這個遺址於1920年代出土，是海牙最大的古羅馬遺址。
1230年，荷蘭伯爵弗洛里斯四世（Floris IV）在范瓦沙納家族梅琳迪思女士（Meilindis Van Wassenaer）的宅邸原址建築了一座城堡，自此現代海牙初步成形。1234年，弗洛里斯五世開始修築魯斯道嫩修道院，在法國科爾比比武時被弒。
1248年，荷蘭伯爵、也是當時的羅馬人民的國王威廉二世在沙丘湖（今霍夫維弗湖）修築了一座更雄偉的城堡，在其子弗洛里斯五世（Floris V）統治期間竣工，成為後來的內庭（今荷蘭國會議事堂）。城堡內的大廳仍保存至今，即今日的騎士廳，現被用於正式的皇家招待會，也是每年親王日荷蘭君主發表王座演說的地方。
1528年，希德蘭公爵查爾斯二世的陸軍元帥马尔滕·范罗瑟姆（Maarten van Rossum）攻陷海牙，燒燬了伯爵城堡外的聚落。後來的八十年戰爭初期，海牙也遭到無情地劫掠，幾乎滅城。海牙是萊頓圍城期間（1573-1574）西班牙軍隊的總部。
到了十五世紀，海牙逐漸復甦，人口達到數千名居民，儼然已由村莊發展為城鎮。當時，海牙作為政治中心的樣貌已初步成形，荷蘭伯爵（以及後來的繼任統治者勃艮地公國和哈布斯堡王朝）都選擇在此居住。1585年，尼德蘭七省共和國也承襲這項傳統。1585年，海牙獲得重建，荷蘭國會也正式自米德爾堡（Middelburg）移至海牙。為了持續掌控海牙，海牙一直沒有被昇格為城市，因此無法修築城牆。
1622年海牙的人口已經達到一萬六千人。十七世紀，執政毛里茨王子為了加強海牙的防禦工事，修築了許多運河，使海牙為運河所環繞、包圍。到了十八世紀末，海牙已擁有四萬人口，是當時荷蘭的第三大城，僅次於阿姆斯特丹和鹿特丹。直至1806年，海牙才被當時將荷蘭王國作為傀儡的法國統治者昇格為城市。而多個世紀以後荷蘭的其他城市才陸續得到類似的權限。1850年後，當中央政府在荷蘭社會中扮演更重要的角色，海牙便急遽地發展起來，當時海牙的城市範圍蔓延至十七世紀所築的運河帶之外，市民人口已達到七萬人。
接下來的數十年，海牙的人口更是突飛猛進，分別在1870年和1900年突破了十萬及二十萬人。其中，在舊市中心南側逐漸形成了以勞動階級為主的人口密集區，例如拉克區（Laakkwartier）與斯希尔德斯街區（Schilderswijk）；而隔著沙丘的另一側則是較富有居民的新建聚落，包括斯塔滕區（Statenkwartier）、德伊諾德（Duinoord）和群島周邊地區（Archipelbuurt）。海牙畫派也在此時興起。1873，海牙在約今长福尔豪特街（Lange Voorhout）建造了第一條下水道，它的人孔蓋是由奧倫治親王的鑄造廠製造的。
現今的海牙舊區多建於十九世紀至二十世紀初。發展中的海牙在1903年吞佔了洛斯德伊嫩市（Loosduinen）的一部分，至1923年洛斯德伊嫩市成為海牙的一部份。因為海牙的發展一波三折，使它不及鄰近的城市（如萊頓、代尔夫特）一樣的歷史悠久。
二次大戰期間，海牙遭受到廣泛而沉重的破壞，也是世界歷史上首場空降戰役海牙戰役的發生地。大西洋壁壘在建成後橫穿了城區，導致所有鄰近地區的建築物址被納粹德國所拆毀。1945年3月3日，英國皇家空軍誤炸了貝澤伊登豪特區，而他們的目標應該是該區附近裝置了V-2火箭炮的公園。由於導航器材的失誤，炸彈落在了人口密集和有歷史價值的地區，導致超過500人死亡。誤炸對城市和當地居民造成的創傷，至今仍可感受得到。
戰後，海牙是歐洲最大的重建工程的所在地。城市於是大規模地向西南擴展。被摧毀的區域也迅速地完成重建，海牙人口在1985年前後達到高峰，曾有多達60萬的居住人口，但在1970年代和80年代間，因為荷蘭政府的“平均化政策”，以白人中產階級為主的海牙居民紛紛移居到鄰近的城市進行國土開發，如莱岑丹-福尔堡、賴斯韋克當中主要遷移至祖特梅尔。這現象對郊區變得繁榮，但市中心卻日趨貧困這個社會問題的催生，起了主導作用。
政府為將海牙近郊納入海牙市內所作出的嘗試引起極大爭議，1990年代，在荷蘭議會的同意下，海牙成功地從鄰近城市的已建或建設中住宅區中併吞了相當大的區域。
2011年南荷蘭省的蘭斯台德地區則希望在此重新劃分案中也加入這個預想的省份－蘭斯台德。

## 關於城市
城市生活集中在霍费弗湖（Hofvijver）和荷蘭國會議事堂（Binnenhof）周圍地區。
海牙也孕育了很多公務員和外交官（參看下文）。事實上，不同種類和數量的外國餐廳（特別是外國居民）使市內出現了很大的文化差異，連帶衍生的是為數不少的外國酒館、商店及文化活動。
海牙是北海沿岸最大的荷蘭城市，因此海牙市內也包括了兩個風格上截然不同的海岸市鎮。當中包括海牙主要海濱渡假勝地斯海弗宁恩。此区位於市內西北部，是深受當地年輕人和遊客歡迎的景點，每年帶來一千萬訪客，是荷比盧三國最受歡迎的海滨城鎮。可能是因為這個原因，使很多人、甚至包括一些荷蘭人都錯誤地認為斯海弗宁恩是一座位於海牙西边的獨立城市。实际上它屬於海牙八區之一。至於位於城內西南方的凯克德因，是海牙另一個海滨度假地。比之斯海弗宁恩，凱克德伊恩要細小得多，它主要吸引本地人。
昔日的荷屬東印度殖民地（即今日的印度尼西亚）在海牙留下了它們的標誌。很多街道的名字前端都取用荷屬東印度的地方名。而且，城內也有一個規模很大的"Indish(e)"或"Indo"（即荷蘭人及印度尼西亚人的混血兒）的社區。自從1949年12月荷蘭失去這屬地後，他們便稱海牙為「印度尼西亚之窗」。
在市內的舊區通常有又闊又長的獨特街道。市內房屋普遍是不多於三層的低矮房屋，它們都十分雅致。城市在佈局上比其他荷蘭城市要寬敞。海牙只有很少量的運河，因為大多數的海牙運河都在19世紀乾涸了。
一些荷蘭最繁榮和最貧窮的街區都可以在海牙找到。較富裕的地區（比如說，福赫爾（Vogelwijk）、斯塔滕（Statenkwartier）、比利时公园（Belgisch Park）和伯诺登豪特（Benoordenhout））通常位於城市的西北方。較窮困的地區（如特兰斯法尔（Transvaalkwartier）、穆尔（Moerwijk）、斯希尔德斯（Schilderswijk））通常存在於城內南區或東區。這分野反映在當地的口音上。較富有的居民通常稱為"Hagenaars"，他們操著人稱"bekakt Haggs"的口音（"bekakt"即捍衛之意）。這與以"plat Haags"為方言（"plat"意為「枯燥」或「庸俗」）的"Hagenezen"有著明顯差別。他們兩群人之間的社交互動相對較少。
市內最高建築物為天鵝（Hoftoren）。

### 國際組織
海牙在傳統上是國際組織的總部所在，著名的有国际法院、国际刑事法院、常設仲裁法院、無代表國家和民族組織等。這也使得海牙成為联合国的主要託管城市之一，連同纽约、布鲁塞尔、日内瓦、波恩、維也納、东京和奈洛比。
- 和平宮
- 国际刑事法院

### 政府機關
荷蘭所有的政府機關與外國使館都位於此。
- 衛生、福利及體育部
- 農業、自然及食品品質部
- 教育、文化及科學部
- 诺代恩德宫

## 地理

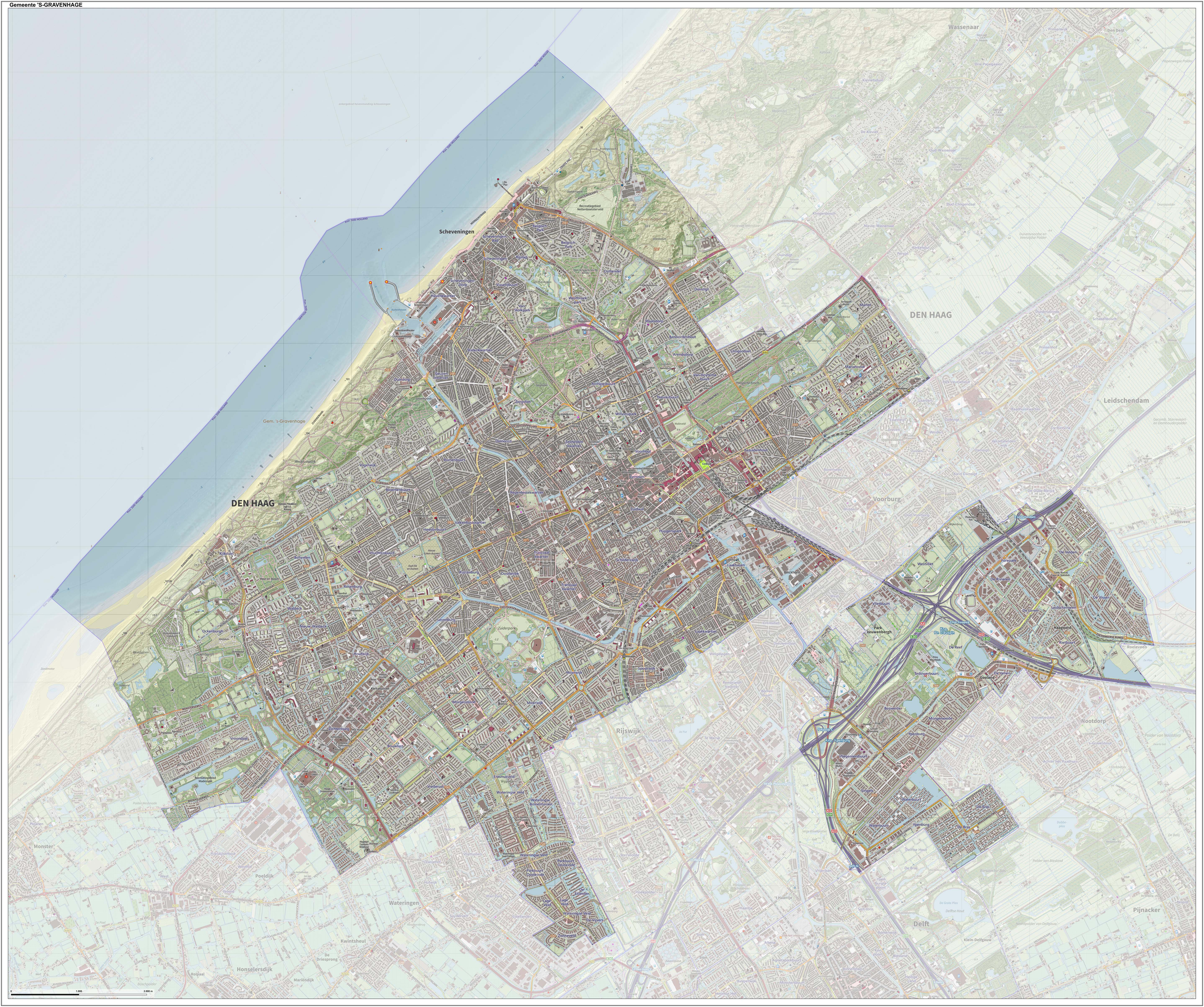
海牙市的地形圖（2016年12月）

海牙市坐落在北海旁的沿海平原上，是荷蘭唯一一個臨海的大城市，並擁有十一公里長的海岸線。海牙與荷蘭大多數城市一樣，地勢極為平坦。

### 氣候
海牙的氣候屬於溫帶海洋性氣候（柯本氣候分類法：Cfb），是典型的荷蘭城市，但由於海牙臨海，所以相對內陸地區，海牙的冬季較為濕潤、夏季較為涼爽。
| 法肯堡海空軍基地                                        | 法肯堡海空軍基地 | 法肯堡海空軍基地 | 法肯堡海空軍基地 | 法肯堡海空軍基地 | 法肯堡海空軍基地 | 法肯堡海空軍基地 | 法肯堡海空軍基地 | 法肯堡海空軍基地 | 法肯堡海空軍基地 | 法肯堡海空軍基地 | 法肯堡海空軍基地 | 法肯堡海空軍基地 | 法肯堡海空軍基地 |
| 月份                                                    | 1月              | 2月              | 3月              | 4月              | 5月              | 6月              | 7月              | 8月              | 9月              | 10月             | 11月             | 12月             | 全年             |
| ------------------------------------------------------- | ---------------- | ---------------- | ---------------- | ---------------- | ---------------- | ---------------- | ---------------- | ---------------- | ---------------- | ---------------- | ---------------- | ---------------- | ---------------- |
| 历史最高温 °C（°F）                                     | 13.8 (56.8)      | 15.9 (60.6)      | 20.8 (69.4)      | 25.9 (78.6)      | 29.7 (85.5)      | 33.5 (92.3)      | 33.1 (91.6)      | 34.6 (94.3)      | 28.7 (83.7)      | 24.5 (76.1)      | 17.5 (63.5)      | 15.4 (59.7)      | 34.6 (94.3)      |
| 平均高温 °C（°F）                                       | 5.9 (42.6)       | 6.3 (43.3)       | 9.3 (48.7)       | 12.8 (55.0)      | 16.7 (62.1)      | 19.0 (66.2)      | 21.3 (70.3)      | 21.5 (70.7)      | 18.4 (65.1)      | 14.5 (58.1)      | 9.9 (49.8)       | 6.6 (43.9)       | 13.5 (56.3)      |
| 日均气温 °C（°F）                                       | 3.6 (38.5)       | 3.6 (38.5)       | 6.1 (43.0)       | 8.7 (47.7)       | 12.5 (54.5)      | 15.1 (59.2)      | 17.4 (63.3)      | 17.5 (63.5)      | 14.8 (58.6)      | 11.3 (52.3)      | 7.4 (45.3)       | 4.3 (39.7)       | 10.2 (50.4)      |
| 平均低温 °C（°F）                                       | 1.0 (33.8)       | 0.7 (33.3)       | 2.7 (36.9)       | 4.5 (40.1)       | 8.1 (46.6)       | 11.0 (51.8)      | 13.3 (55.9)      | 13.3 (55.9)      | 10.9 (51.6)      | 7.8 (46.0)       | 4.5 (40.1)       | 1.7 (35.1)       | 6.6 (43.9)       |
| 历史最低温 °C（°F）                                     | −16.4 (2.5)      | −14.0 (6.8)      | −11.1 (12.0)     | −4.4 (24.1)      | −1.5 (29.3)      | 1.7 (35.1)       | 5.4 (41.7)       | 5.5 (41.9)       | 1.2 (34.2)       | −4.4 (24.1)      | −7.1 (19.2)      | −10.6 (12.9)     | −16.4 (2.5)      |
| 平均降水量 mm（）                                       | 68.4 (2.69)      | 51.2 (2.02)      | 59.8 (2.35)      | 42.9 (1.69)      | 54.7 (2.15)      | 61.6 (2.43)      | 72.7 (2.86)      | 84.0 (3.31)      | 89.2 (3.51)      | 89.9 (3.54)      | 90.4 (3.56)      | 76.4 (3.01)      | 841.2 (33.12)    |
| 平均降水天数（≥ 1 mm）                                  | 12               | 10               | 11               | 9                | 9                | 9                | 10               | 10               | 12               | 13               | 14               | 13               | 132              |
| 平均降雪天数                                            | 5                | 5                | 3                | 1                | 0                | 0                | 0                | 0                | 0                | 0                | 2                | 4                | 20               |
| 平均相對濕度（％）                                      | 86               | 84               | 83               | 79               | 78               | 79               | 80               | 80               | 83               | 84               | 87               | 87               | 83               |
| 月均日照時數                                            | 65.5             | 89.6             | 133.7            | 190.5            | 229.0            | 216.1            | 227.4            | 207.1            | 145.5            | 110.3            | 61.1             | 49.2             | 1,726.1          |
| 来源1：皇家荷蘭氣象研究所（1981年–2010年 平均天氣數據） |                  |                  |                  |                  |                  |                  |                  |                  |                  |                  |                  |                  |                  |
| 来源2：皇家荷蘭氣象研究所（1971年–2000年 極端天氣數據） |                  |                  |                  |                  |                  |                  |                  |                  |                  |                  |                  |                  |                  |

## 人口
據統計，海牙在2017年居住人口達525,745人，是荷蘭的第三大城。其中，超過一半的居民是移民，而且移民相對於本地居民的人口比例仍在穩定成長中。尤其在市中心區的畫家區（Schilderswijk）和德蘭士瓦區（Transvaalkwartier），自2005年起移民佔人口組成比例便已逼近100%。蔬果市場區（Groente- en Fruitmarkt）、拉克周邊地區（Laakkwartier）和車站周邊地區（Stationsbuurt）也有相當高比例的移民人口居住。本地居民比例較高的區域包括席凡寧根的沙丘鎮（Duindrop）等。

### 種族組成
海牙市居民的人口組成中，荷蘭人佔48%，西方移民佔15.6%，非西方移民佔34.4%。
| 海牙市人口的原籍國（2017年） | 海牙市人口的原籍國（2017年） |
| 國家 / 地區                  | 人口數                       |
| ---------------------------- | ---------------------------- |
| 荷蘭                         | 248,217 (47.29%)             |
| 蘇里南                       | 46,413 (8.84%)               |
| 土耳其                       | 39,520 (7.53%)               |
| 摩洛哥                       | 30,869 (5.88%)               |
| 印尼                         | 17,880 (3.41%)               |
| 荷屬加勒比                   | 12,741 (2.43%)               |
| 其他                         | 129,242 (24.62%)             |

### 宗教
約半數的海牙市居民擁有宗教信仰，其中以基督教（29%，含新教與羅馬天主教）和伊斯蘭教（14.1%）為大宗。信仰伊斯蘭教的群體以土耳其裔和摩洛哥裔為主，此外蘇里南裔的信仰較多元，但又以印度教最為普遍。在荷蘭本地人口之中，有信仰者幾乎全數是天主和基督教徒。
海牙市人口的宗教信仰（2013年）

## 行政區劃

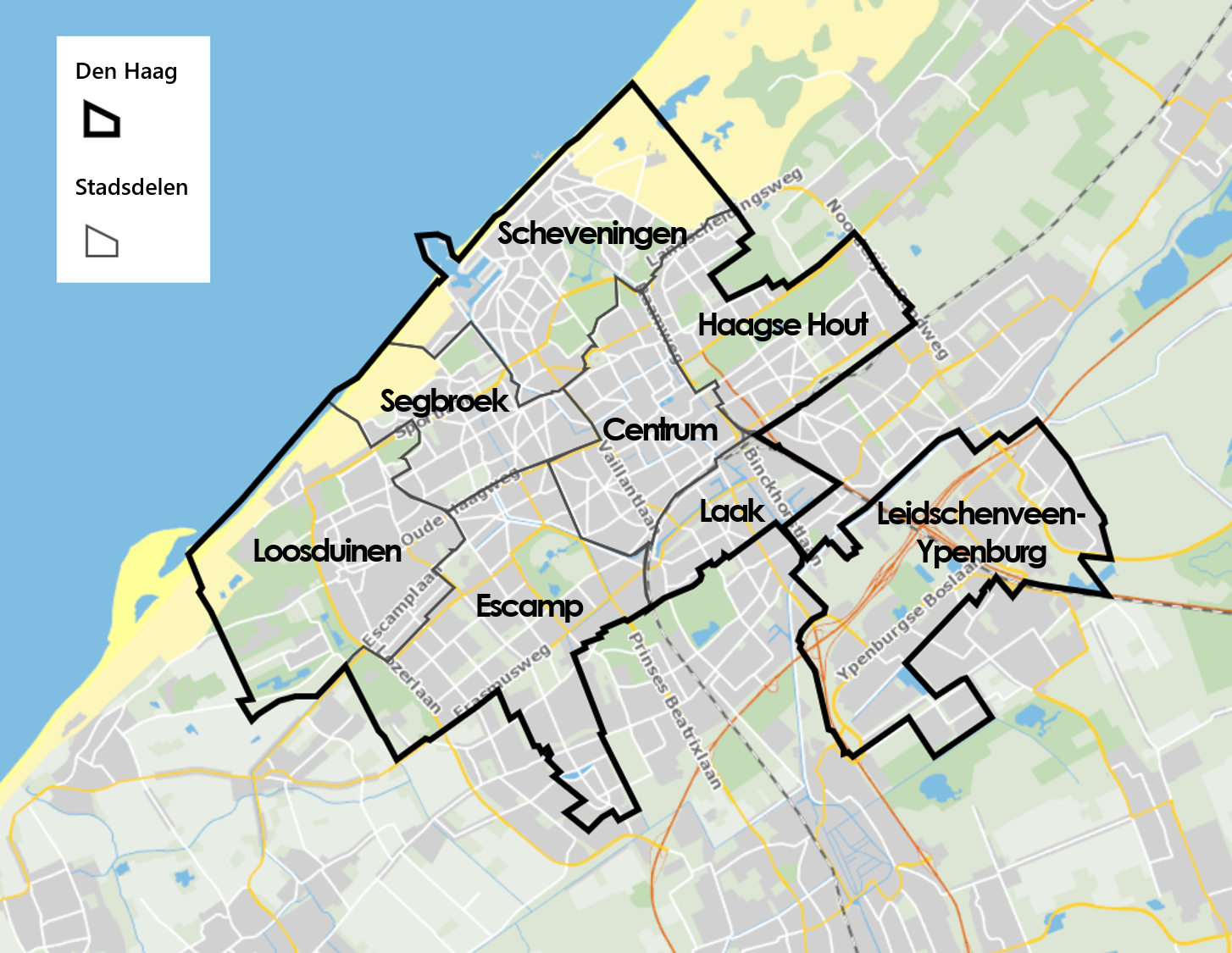
海牙市的行政區分布

海牙是荷蘭臨北海的最大城市，也是大海牙地區城市群的中心。海牙南側坐落著韋斯特蘭和瓦特靈恩，東南方是赖斯韦克、台夫特和鹿特丹城市群（稱為萊茵河口地區，東側為派纳克-诺特多普和祖特梅尔，東北方有莱岑丹-福尔堡、福爾斯霍滕和萊頓城市群，最後北側則是瓦瑟納爾。
海牙市分為八個行政區（stadsdelen），其分區係於1988年由市政廳訂定大致沿用至今。各分區與2017年其轄下的居民人口數如下：
| 市中心區（Centrum）                     | 103,281 人 |
| 拉克（Laak）                            | 42,580 人  |
| 莱岑芬-伊彭堡（Leidschenveen-Ypenburg） | 48,224 人  |
| 埃斯坎普（Escamp）                      | 122,825 人 |
| 洛斯德伊嫩（Loosduinen）                | 47,123 人  |
| 塞赫布鲁克（Segbroek）                  | 61,069 人  |
| 斯海弗宁恩（Scheveningen）              | 55,976 人  |
| 哈赫瑟豪特（Haagse Hout）               | 44,667 人  |

## 經濟
海牙是荷蘭的政治中心，司法與政治也構成海牙的經濟主軸，以2006年為例，海牙有26%的人口（即56,000人）在政府與國際組織工作。主要機構包括海牙市政府、荷蘭國防部、司法部、住宅、空間計畫及環境部、外交部、內政部、交通及水管理部等。

## 交通
海牙有兩個火車站（海牙中央車站及海牙荷蘭車站）位處市中心連接歐洲各個主要城市，包括法國的巴黎和比利時的布魯塞爾，一般車程一小時左右。海牙本身沒有機場，要到最接近的鹿特丹才有機場乘飛機，現時有四條火車線接駁至鹿特丹機場。
海牙有高速公路連接荷蘭各省份，網絡可伸延至鄰近的德國和比利時。
海牙與鹿特丹共用同一座機場。它可以從中央火車站搭乘RandstadRail線E，與機場接送往返Meijersplein站。然而，因著每小時有許多直達列車來往奧朗斯普爾車站與海牙中央車站間，人們更常使用阿姆斯特丹史基浦機場來往海牙。

## 鄰近城鎮
- 代爾夫特（Delft）
- 萊頓（Leiden）
- 赖斯韦克（Rijswijk）
- 福爾斯霍滕（Voorschoten）
- 瓦瑟纳尔（Wassenaar）
- 瓦特灵恩（Wateringen）
- 祖特梅爾（Zoetermeer）
- 莱岑丹-福爾堡（Leidschendam-Voorburg）
- 鹿特丹（Rotterdam）

## 友好城市
- 波蘭华沙

## 外部連結
- City of Den Haag （页面存档备份，存于）（荷兰文）
- City of Den Haag （页面存档备份，存于）（英文）
- "About The Hague"（英文）
- Panorama Mesdag （页面存档备份，存于）
- Gemeentemuseum （页面存档备份，存于）
- Haagsche Courant. Local newspaper
- De Digitale Hofstad. Off-beat news about The Hague （页面存档备份，存于）
- HTM map
- For some edges of The Hague see the detailed maps of Rijswijk , Leidschendam-Voorburg  and Wassenaar .